# Kate Brown (Historikerin)
Kate Brown (Kathryn Lake Brown; * 24. September 1965 in Elgin) ist eine US-amerikanische Historikerin und Professorin für Science, Technology and Society am Lehrstuhl Thomas M. Siebel des Massachusetts Institute of Technology.

## Leben und Werk
Brown wuchs in Elgin in Illinois auf und erlebte den Niedergang der US-Uhrenindustrie sowie dessen Folgen in der Stadt. Nach der Promotion an der University of Washington (2000) lehrte sie von 2000 bis 2018 an der University of Maryland, Baltimore County (UMBC). Ihr Werk verbindet Archivforschung, Oral History, Beobachtung, reflexive Autobiografie und innovative Schreibweise. Ihre bekanntesten Bücher sind Plutopia und Manual for Survival: A Chernobyl Guide to the Future.
Die Studie A Biography of No Place (2004) untersuchte das Grenzland von Russland und Polen, wo um 1925 viele Nationalitäten zusammenlebten. Daraus entstand durch den Einfluss von Diktaturen, Krieg und Nationalismus das Herzland der Ukraine mit einer homogen gemachten Bevölkerung.

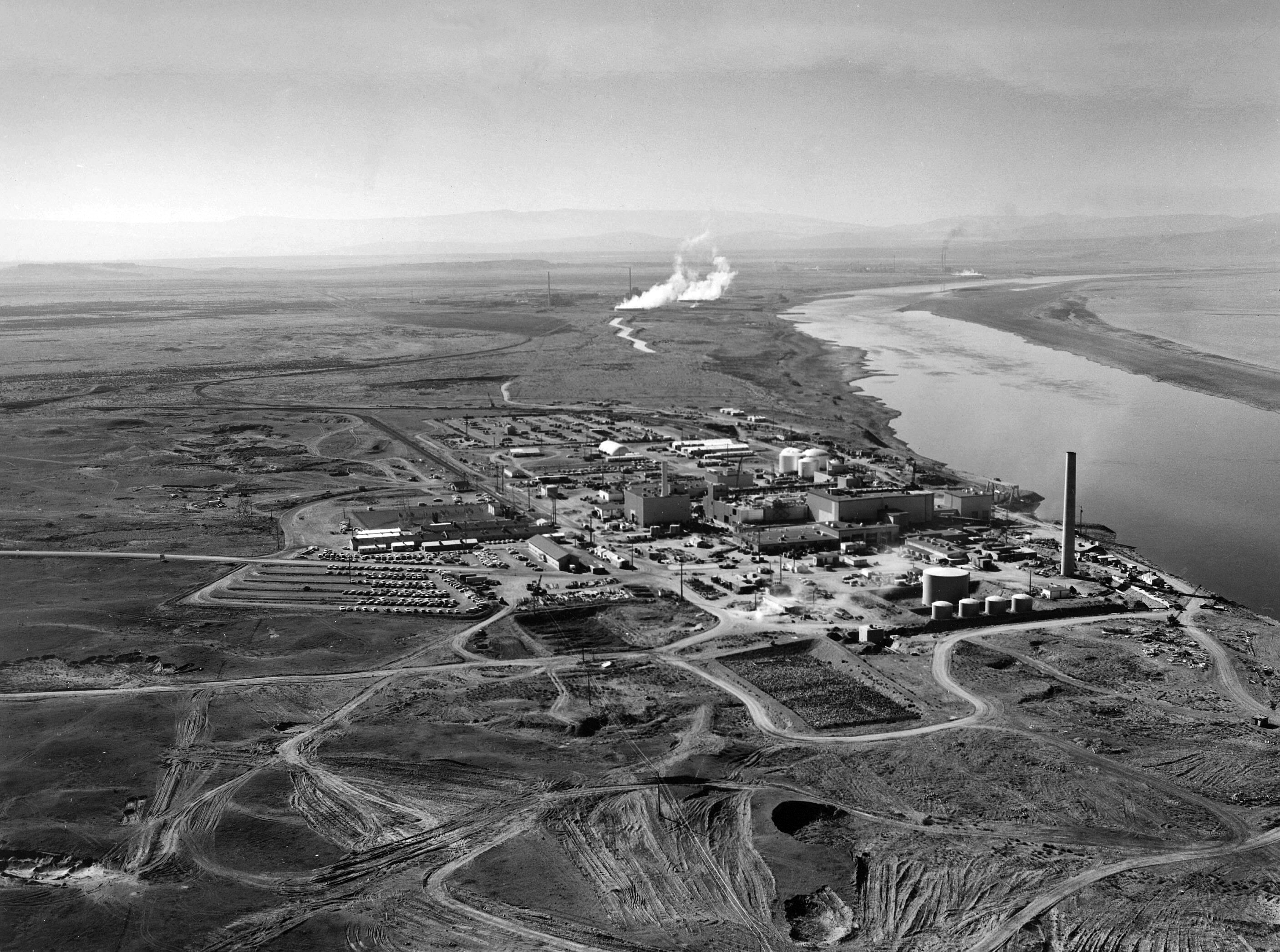
Reaktoranlage Hanford Site nahe Richland (Washington)

Plutopia (2013) ist eine vergleichende Studie der Nuklearproduktion und sozialen Transformation während des Kalten Kriegs in den USA und der UdSSR. Die Städte Richland, Washington, und Osjorsk (Tscheljabinsk) am Ural in Russland, die beide in der Nähe von Atomkraftwerken mit einer Plutoniumproduktion bei Hanford bzw. Majak stehen, waren die ersten Städte der jeweiligen Supermächte im Kalten Krieg, die mit der langfristigen Kontamination leben mussten. In beiden Städten wurden die Gefahren lange geleugnet, weil der Wohlstand von der Nuklearprokuktion abhing.
Die Aufsatzsammlung Dispatches from Dystopia (2015) erzählt die Geschichte von verschwiegenen, zerbrochenen oder kontaminierten Plätzen und den Menschen, die sie bewohnen. Sie wurde mit dem George Louis Beer Prize der American Historical Association (AHA) ausgezeichnet.
Manual for Survival (2019) ist eine Studie über die Wirkung der Katastrophe von Tschernobyl. Sie erhielt dafür die höchsten US-Preise in Russland-Studien, in U.S.-Geschichte und in Umweltgeschichte. Als erste Historikerin durfte sie die Akten des KGB auswerten. Es ergab sich ein Bild einer umfassenden Fehlinformation der Öffentlichkeit. Dabei waren auch westliche Einrichtungen beteiligt, um die Kernenergie nicht zu gefährden. Auch erfuhr sie aus Gesprächen mit Agrarproduzenten im Umfeld, dass kontaminierte Produkte mit anderen gemischt werden, um erlaubte Dosen von Radioaktivität zu erreichen. Brown erweitert ihre Sorgen in Hinsicht auf die langfristigen Schäden von radioaktiven Emissionen seit 1945 in der ganzen Welt. Diese Aussagen über die Kontamination und gesundheitlichen Schäden sind aber teilweise umstritten.
Zurzeit arbeitet Brown an einer Weltgeschichte des Urban Farming.

## Schriften
- A biography of no place: the Ukrainian borderlands and the making of nation-space, Dissertation 2000 an der Universität Washington[4]
- A Biography of No Place: From Ethnic Borderland to Ukrainian Heartland, 2004, Harvard University Press, ISBN 978-0-674-01168-7
- Plutopia: Nuclear Families, Atomic Cities, and the Great Soviet and American Plutonium Disasters, 2013, Oxford University Press, ISBN 978-0-19-023310-5
- Dispatches from Dystopia: Histories of Places Not Yet Forgotten, 2015, University of Chicago Press.
- Manual for Survival: A Chernobyl Guide to the Future, 2019, W. W. Norton & Company.[5] ISBN 978-0-14-198854-2

## Auszeichnungen
- 2004 George Louis Beer Prize, American Historical Association, für A Biography of No Place[6]
- 2009 Guggenheim Fellow[7]
- 2014 Western History Association - Robert G. Athearn Award. Abgerufen am 24. Mai 2022.
- 2014 Albert J. Beveridge Award, American Historical Association, für Plutopia[8]
- 2015 Wahl in die Society of American Historians
- 2017 Berlin Prize, American Academy in Berlin[9]

## Einzelbelege
1. ↑  Kate Brown: Plutopia. Oxford University Press, Oxford 2012, ISBN 978-0-19-985576-6 (hsozkult.de [abgerufen am 25. Mai 2022]).
2. ↑  Reporterre: Des archives du KGB aux victimes irradiées, une autre histoire de Tchernobyl. Abgerufen am 25. Mai 2022 (französisch).
3. ↑  Condé Nast: The Pandemic Is Not a Natural Disaster. 13. April 2020, abgerufen am 24. Mai 2022 (amerikanisches Englisch).
4. ↑  Researchgate
5. ↑  Nick Slater: It’s A Lovely Day To Visit Chernobyl | Current Affairs. Abgerufen am 24. Mai 2022.
6. ↑  George Louis Beer Prize Recipients AHA. Abgerufen am 24. Mai 2022.
7. ↑  Kate Brown. Abgerufen am 24. Mai 2022 (amerikanisches Englisch).
8. ↑  Albert J. Beveridge Award Recipients AHA. Abgerufen am 24. Mai 2022.
9. ↑  Kate Brown. In: American Academy. Abgerufen am 24. Mai 2022 (amerikanisches Englisch).

| Personendaten    | Personendaten                 |
| ---------------- | ----------------------------- |
| NAME             | Brown, Kate                   |
| ALTERNATIVNAMEN  | Brown, Kathryn Lake           |
| KURZBESCHREIBUNG | US-amerikanische Historikerin |
| GEBURTSDATUM     | 24. September 1965            |
| GEBURTSORT       | Elgin (Illinois)              |